# Mihail Burțev
Mihail Burțev (n. 21 iunie 1956, Moscova, RSFS Rusă, URSS – d. 16 octombrie 2015, Moscova, Rusia) a fost un scrimer ce a reprezentat Uniunea Republicilor Sovietice Socialiste, medaliat olimpic. A participat la 3 ediții ale Jocurilor Olimpice (1976, 1980, 1988) în care a câștigat o medalie de argint.